# Via Nova

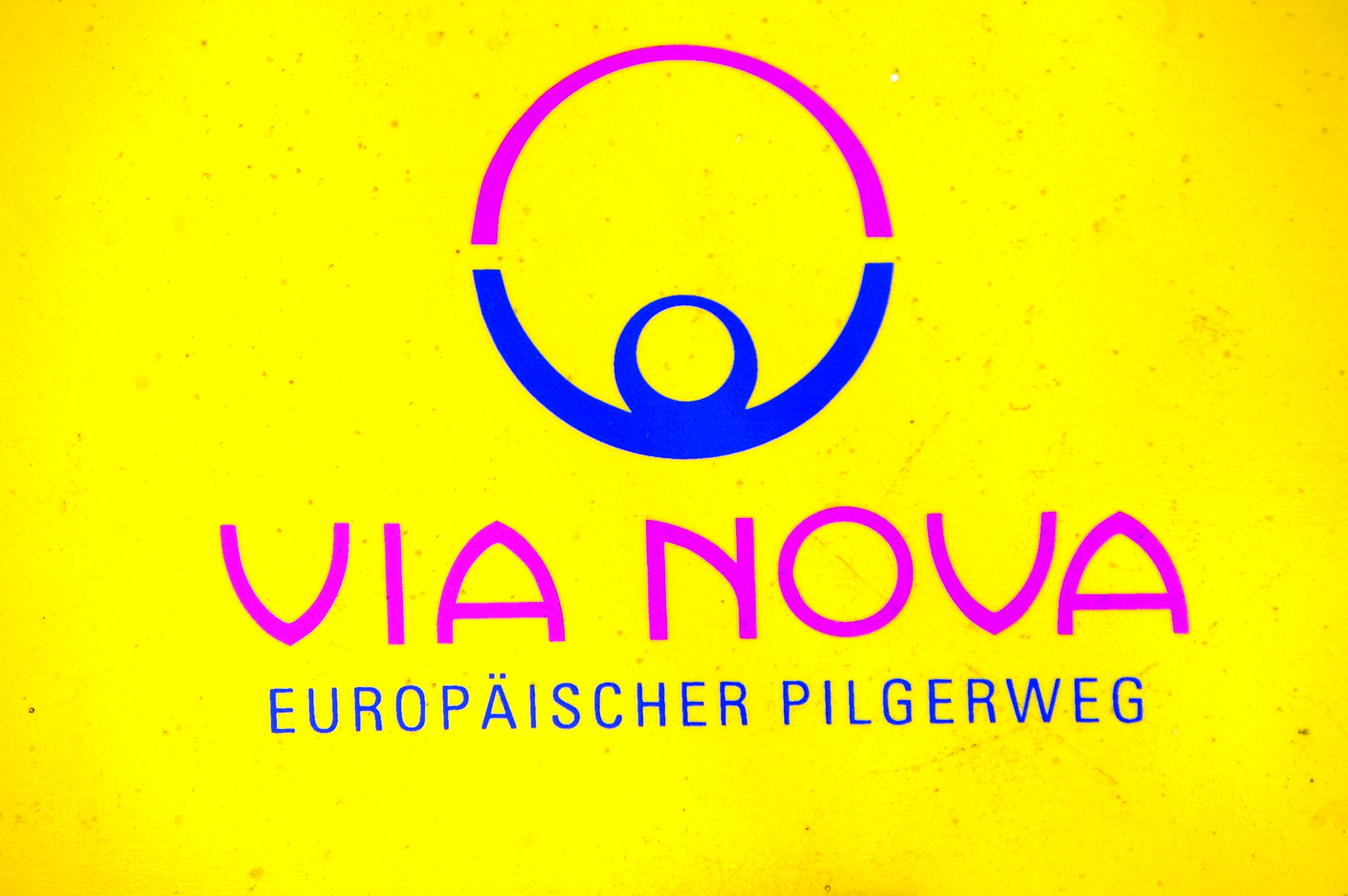
Logo Pilgerweg Via Nova

Die VIA NOVA (lateinisch ‚Neuer Weg‘) ist ein im Juli 2004 neu geschaffener europäischer Pilgerweg, der kein bestimmtes Ziel hat, sondern alte Wallfahrtsrouten vereinigt.
Die  VIA NOVA  verbindet mit drei Hauptsträngen und einigen Nebenwegen Weltenburg/ Kelheim,  Bogen in Bayern, Příbram in Tschechien und St. Wolfgang im Salzkammergut.
Am 5. September 2010 wurde mit dem 250 km langen Teilstück Vilshofen nach Příbram erstmals auch Tschechien an dieses Pilgerwegenetz angeschlossen. Auch dieser Weg ist nicht neu geschaffen, sondern geht auf einen alten Wallfahrtsweg zurück, der jedoch seit dem Zweiten Weltkrieg kaum mehr genutzt wurde und erst in den letzten Jahren wieder regelmäßiger von Pilgern begangen wurde.
2014 wurde der Europäische Pilgerweg über Aufhausen (LK Regensburg) bis nach Weltenburg Kelheim erweitert.

## Orte am Pilgerweg
Stand Frühjahr 2013
- Erweiterung A
Mallersdorf-Pfaffenberg (WolfgangWeg über Landshut) – Geiselhöring – Straubing – Parkstetten – Bogen (Teilstück 1)
- Teilstück 1 (Niederbayern)
Bogen/Bogenberg – Windberg – Schwarzach – Offenberg – Metten – Deggendorf – Niederalteich – Künzing – Vilshofen an der Donau (Abzweig Erweiterung B) – Aldersbach – Aidenbach – Ortenburg (Abzweig zu Teilstück 2 über Fürstenzell) – Haarbach – Bad Griesbach – Kößlarn – Rotthalmünster – Kirchham – Aigen am Inn/Bad Füssing – Ering – Mining (Teilstück 3)
- Erweiterung B (nordostwärts über den Böhmerwald)
  - Vilshofen an der Donau (Teilstück 3) – Windorf – Neukirchen vorm Wald – Fürstenstein – Saldenburg – Perlesreut – Ringelai – Hohenau – Freyung – Mauth – Kvilda – Příbram
- Teilstück 2 (Unterer Inn)
Passau (von Teilstück 1 bei Ortenburg über Fürstenzell) – Schardenberg – Wernstein – Brunnenthal – Schärding – St. Florian am Inn – Suben – St. Marienkirchen bei Schärding – Antiesenhofen – Reichersberg – Obernberg am Inn – Kirchdorf (von Teilstück 1/3 bei Mining über Mühlheim) – Geinberg – Polling – St. Veit im Innkreis – Aspach – Roßbach – Höhnhart – Treubach – Maria Schmolln – Munderfing – Friedburg – Lochen am See – Mattsee (Teilstück 5)
- Teilstück 3 (Oberes Innviertel)
Mining (Verbindung zu Teilstück 2 bei Kirchdorf über Mühlheim am Inn) – St. Peter/Hart – Braunau – Überackern – Hochburg-Ach – St. Radegund – Tarsdorf – Ostermiething – Haigermoos – Franking – Eggelsberg/Ibm – Moosdorf – Dorfbeuern/Michaelbeuern – Berndorf (Teilstück 4)
- Teilstück 4 (westl. Salzburger Seengebiet)
Berndorf bei Salzburg (Verbindung zu Teilstück 2/5 bei Lochen über Perwang am Grabensee) – Seeham – Obertrum – Seekirchen am Wallersee – Henndorf am Wallersee (weiter Teilstück 5 bei Neumarkt/Jakobsweg, oder bei Mondsee)
- Teilstück 5 (östliches Salzburger Seengebiet und westliches Salzkammergut)
Mattsee (von Teilstück 2 und von 4 bei Berndorf über Perwang) – Schleedorf – Köstendorf – Neumarkt am Wallersee – Straßwalchen (Jakobsweg von Wien; ab her wieder WolfgangWeg) – Irrsdorf – Oberhofen am Irrsee – Zell am Moos – Tiefgraben – Mondsee (Verbindung von Teilstück 4) – Oberwang – Innerschwand – St. Lorenz – Sankt Gilgen – Strobl – St. Wolfgang (Mariazellerweg, St.-Rupert-Pilgerweg)